# 阿蘇惟直
阿蘇 惟直（あそ これなお）は、鎌倉時代末期から南北朝時代にかけての武将。阿蘇大宮司。

## 略歴
阿蘇惟時の子として誕生。
元弘3年（1333年）、幕命を受けて義兄弟・阿蘇惟澄（恵良惟澄）と共に楠木正成が立て籠もる千早城攻めに参戦しようとしたが、護良親王の命を受けて討幕運動に活躍した。しかし九州における討幕運動においては、鎮西探題・北条英時の鎮圧を受けて失敗した。
延元元年/建武3年（1336年）、九州に落ちてきた足利尊氏を迎え撃ち、肥後国の菊池武敏、筑後国の蒲池武久、星野家能らと共に阿蘇一族を率いて多々良浜の戦いにて戦ったが、松浦党の離反により合戦は敗北。阿蘇勢も敗れて惟直は重傷を負い、九郎惟成らと肥後へ敗走するが、三瀬峠を越えた地点で追手の千葉胤貞に捕捉され壊滅、惟直は肥前国小城郡天山付近（白坂峠など諸説ある）にて自害した。墓は阿蘇の煙が望見できる天山山頂にある。多々良浜の戦いには惟澄も参加しているが、惟澄は生き残っている。九郎惟成は兄と共に討死したとされているが、佐賀市富士町の古湯温泉には九郎が落ち延びて住み着いたとされる、九郎堂（九郎神社）の伝承が残る。